# Džardžan
Džardžan (rusky Джарджан, jakutsky Дьардьаан) je řeka v Jakutské republice v Rusku. Je 352 km dlouhá. Povodí má rozlohu 11 400 km².

## Průběh toku
Pramení na západním svahu horského hřbetu Oruglan ve Verchojanském horském systému. Teče na západ. Je to pravý přítok Leny.

## Vodní režim
Zdroj vody je smíšený.